# Коста Цукић
Константин „Коста“ Цукић (Краљево, 13. април 1826 — Беч, 5. март 1879) био је српски економиста и политичар. Цукић је био министар финансија и просвете у влади кнеза Михаила.

## Биографија
Константин Лазаревић Цукић је рођен у Карановцу (Краљеву) 13. априла 1826. године, по старом календару. Његов отац Петар Лазаревић био је посинак војводе из Првог српског устанка Павла Цукића, члан Совјета, највишег законодавног и управног тела у Србији. Мајка Ана била је кћер познатог војводе из Првог устанка Петра Николајевића Молера.
Завршио основну школу у Карановцу (данас Краљево) и Крушевцу и нижу гимназију у Крагујевцу. У Беч је отишао 1838/39. године и у почетку учио језике и приватно завршио вишу гимназију. Ту је започео студије државних наука, чији је централни део, по камералистичком концепту, представљала економија. Затим је прешао у Хајделберг и код професора Карла Рауа завршио “филозофичне и политично-правословне науке” и стекао титулу доктора филозофије. Био је члан првог кола српских ђака који су отишли на студије на запад, које су чинили Коста Магазиновић, Димитрије Матић, Константин Николајевић, Филип Христић, Ђорђе Ценић и Димитрије Црнобарац.
По завршеним студијама, Цукић се вратио у Србију у пролеће 1848. године и добио службу професора на Лицеју, где је предавао Политичку економију, Финансије, Науку о трговини и Економску политику. Одмах се укључио и у рад Друштва српске словесности и постао његов секретар.
Како у Србији тога доба није било ниједног економског уџбеника или неке сличне књиге на српском језику, Цукић се дао на посао и убрзо објавио први део свог уџбеника Државна економија, а под називом Народна економија (1851). Томе је следио трећи део, под називом Финансија (1853), док је други део Економна полиција био објављен тек десетак година касније (1862), када је Цукић већ био министар финансија.
Слободоумност младог професора убрзо га је довела у неприлике. На предавањима је јасно испољавао свој либерализам, залагање за правну државу и политичке слободе, што је остављало јак утисак на младе слушаоце. Како рече тадашњи лицејац Јеврем Грујић, предавања Косте Цукића (и Димитрија Матића) и “разговор и начин на који нас водише побуди у нама... мисли... о политичкој слободи и либералним законима”. Била је то прва појава либералних идеја у оновременој Србији. Врло брзо су почела оговарања да “нови професори кваре ђаке” и, како лепо описа Милан Ђ. Милићевић, “влада нађе да је млади доктор веома бујан па, бојећи се да не пали место да осветљава”, премести Цукића у администрацију.
По повратку на престо, кнез Милош Обреновић нуди Цукићу место председника владе и министра иностраних послова, али се Коста захваљује на понуди, тврдећи да је исувише млад и да би неки искуснији државник требало да заузме то важно место.
Припадао је најужем кругу повереника кнеза Михаила. Када је требало спасавати Цукића од Милошеве љутње, прискакао је Михаило; када је требало обављати поверљиве послове за Михаила, Цукић је био ту.
Када је кнез Михаило саставио владу од најјачих људи тога времена, Коста Цукић је, у кабинету Илије Гарашанина, постао министар финансија као најбољи економски стручњак кога је Србија имала. Убрзо му је придодат положај вршиоца дужности министра просвете. Ова је влада трајала све до кнежеве погибије маја 1868. године. Савременик Димитрије Маринковић тврди да је “Коста Цукић, после Гарашанина, најјачи у кабинету”, јер “био је човек и као стручњак и као политичар врло спреман”.
Као министар финансија, Цукић је пуно урадио – покренуо је модернизацијске процесе у тадашњој примитивној Србији. Извео је реформу непосредних пореза и заменио главницу једном комбинацијом личног пореза и пореза према имућности. Потпунију реформу онемогућио је неуспех пописа имања, јер су сељаци “бестидно” лагали, уз помоћ својих комшија, општинских кметова, и сакривали имовину.
У време свог министровања, Цукић је успео да знатно повећа државни буџет, али је то било недовољно за амбициозне ослободилачке планове кнеза Михаила. Стога се морала трошити државна готовина, што такође није било довољно. Преостало је задуживање у иностранству и 1867. године узет је зајам у Русији од 200 хиљада дуката.
Формирао је 1862. године Управу фондова, прву кредитну институцију у земљи. Њен задатак је био обезбеђење јефтиних кредита који ће подстаћи економски напредак и угушити зеленаштво.
Коста се трудио и око подизања железница и Народне банке, али за ове институције још није сазрело време. Ипак, поставио је темељ новчаног система Србије и исковао први српски бакарни (ситан) новац. Формирао је одељење статистике у Министарству, које је производио дела од великог културног значаја (Државопис Србије).
Као вршилац дужности министра просвете, претворио је Лицеј у Велику школу са три факултета, реформисао је основне школе, гимназије и богословију и створио Реалку и Вишу женску школу. У школским програмима дао је више места природним и техничким наукама и увео у средње школе музичко и ликовно образовање. Основао је Српско учено друштво.
Неколико месеци по убиству кнеза Михаила, постављен је за посланика у Букурешту, а затим у Бечу, где је и умро од туберкулозе 1879. године. Руски амбасадор Новиков је добро познавао Цукића са којим се дружио у Бечу. Након пријатељеве смрти је изјавио: Срби не слуте колико им је Цукић у Бечу вредио и колико је уважење стекао у овдашњим службеним круговима. Ристићу је, верујте ми, Цукићева интродукција код Андрашија много вредила, а колико је и он био на руци Ристићу о Берлинском конгресу и колико је својом личношћу допринео, те се српско питање решило повољно, то ја знам најбоље.
Био је озбиљан и скроман човек, вредан чиновник, који ради од јутра до мрака, посвећен свом послу, старовременски солидан и поштен. Служио је Србији на многе начине: трудио се око оснивања Народног позоришта, један је од оснивача I певачког друштва, “много је помогао” да Миша Анастасијевић подигне зграду Велике школе, одиграо је битну улогу приликом стварања књижевног фонда Илије Коларца, свога пријатеља, родоначелник је теоријске демографије у Србији.

## Цукићеве идеје
Нема сумње да су на интелектуално формирање Косте Цукића највише утицале студије у Хајделбергу. У то време, хајделбершки универзитет био је један од најјачих немачких универзитета и центар либерализма и покрета за немачко уједињење. Шеф катедре за политичку економију био је Карл Рау, присталица либералног, индивидуалистичког приступа економији и следбеник Адама Смита. И данас важи за водећег немачког економисту свога времена и “великог апостола умереног економског либерализма”, а његов програм економске политике представљао је програм дерегулације тадашњег пререгулисаног економског живота. Цукић је, тако, имао срећу да постане студент тада најславнијег и најбољег немачког економисте.
Ни сам Цукић не крије да је професор Рау пресудно утицао на њега и наводи да његов уџбеник није посебно оригинално дело, већ је Рауова књига била “поглавити извор” његове. Али, користио је радове Адама Смита, Жан-Батист Сеја, МакКулоха, Лоца и више данас мање знаних или незнаних немачких и других аутора.
Хајделбершког студента Цукића сигурно је загрејао пламен европске револуције из 1848. године, која је била либерална и демократска по свом карактеру и која је првих месеци жњела успехе. Основни захтеви у Немачкој тицали су се гарантија права грађана, доношења устава и уједињења Немачке на федералним основама.
Коста Цукић је прави либерал јер заступа све три основне идеје класичног либерализма: прво, заговара поштовање људских права и слобода, а на основу индивидуалистичког етичког принципа да појединац поседује права и пре појаве било какве друштвене заједнице или државе; друго, подржава приватну својину, која непосредно води слободном тржишном систему који је и у складу са начелом слободе и ефикаснији од других система; и треће, присталица је идеје о ограниченој, конституционалној влади, чији је основни задатак заштита индивидуалних права од угрожавања како од стране других појединаца, тако и од саме државе.
Нема сумње да Цукић припада индивидуалистичком правцу политичке филозофије, јер сматра да је појединац мера свих ствари и да његове потребе и циљеви одређују његове односе са другима, укључујући и државу, а не обратно. За њега “грађани нису само тек средства за правитељствене цељи, него је, напротив, правитељства опредељење да могућним чини, олакшава и потпомаже тежње грађана ка посебној и општој срећи”, чиме пресликава Локову идеју да држава постоји ради грађана, а не грађани ради државе. Држава је, значи, инструмент за остварење циљева појединаца и – ништа више. Она није посебно биће, она нема своје циљеве који би били различити од циљева човека, односно људи, она нема више циљеве него што су људски, па тако не представља ни отелотворење божјег царства на земљи, ни реализацију краљевске или националне идеје о снази и непобедивости, ни средство за владавину једне класе над другима. Тиме Цукић одбацује све остале, нелибералне теорије државе и остаје привржен класичној либералној идеји о држави као инструменту појединаца да на најбољи начин избегну међусобне сукобе и остваре своје најбоље интересе.
“Лична слобода... идеал је политичне свести садашњег времена”, каже Цукић, а његово дело је споменик слободама. За њега је “утврђивање правице и законе слободе у држави важан услов народног благостања и среће”. Цукић, значи, брани идеју слободе на оба позната начина – и као фундаменталну вредност изнад свих осталих и као политички и економски систем који даје најбоље резултате. Он познаје и концепт негативно дефинисаних слобода појединца: “као што он жели у постизавању својих цели неузнемирен остати, тако и сви други могу захтевати да им онај њиово право и њиове интересе не повреди и да им државна власт у случају нужде у помоћ притече”.
“Право приватног имања и особне слободе су... са животом садашњег човечијег рода срасле”, тврди Цукић, следећи класична Локова разматрања о значају приватне својине за индивидуалне слободе. “Где деспотизам влада, нема... сигурности приватног имања” јер тада “деспот је учесник у имању сваког појединца”. Штавише, деспотизам је штетан, по Цукићу, и за економски напредак народа: “радиност се деспотизма плаши и склања се у оне земље које су законом права и интересе својих грађана од сваке напасти заштитиле и осигурале”; Слично томе, “под владом незаконости капитали се не плоде, јер због опште несигурности велике камате отежавају сваки успех каквог предузећа, и зато се у таквим земљама капитали крију и изван земље шаљу, јер су тамо сигурнији”.
Цукић у свом уџбенику заговара конституционализам, као најбољи начина заштите индивидуалних права и метод уређења државе на начелима законитости и владавине права. Он тражи да “право и слобода духу народа и времена одговарајућим уставом и законима осигуране” буду, чиме би се спречила самовоља владара и државе у целини и пружиле потребне гарантије да ће људска права, укључујући и она политичка, бити поштована и имати широко поље за развитак. “У правној држави жели сваки поједини грађанин да му се особно удовољство посредством државног друштва не само не нарушава, него, напротив, по могућству још потпомаже”. Да не би било забуне о томе на каква права мисли, навео је да се “у правној држави слобода говора, писања и религије дозволити мора”. Такво отворено заговарање слободе говора и штампе свакако је било велика новост у Србији половином деветнаестог века. Интересантно је и Цукићево залагање за верске слободе, што је тада било још мање раширена идеја.
Цукић, пак, није демократа, пошто, као и многи други припадници класичне либералне школе, не сврстава демократију међу највише политичке вредности, нити се за њу залаже. Разлог томе је вероватно класичан – бојазан од тираније већине, која би могла угрозити права појединаца и приватну својину.
У економској области Цукић је такође врло либералан. Сагласан је са оцем економске науке Адамом Смитом: “Слободном конкуренцијом опредељују се најугодније цене еспапа, намирују се најлакше све потребе човечје и подстрекава се најбоље радиност народа”, што значи да слободне цене и слободна конкуренција обезбеђују на најбољи начин решење централног економског проблема – највећу производњу и најпотпуније задовољење потреба. Пошто најважније послове обавља Смитова невидљива рука тржишта, то државна власт не треба много да се петља у економске послове, јер само може да поквари, а не и да поправи: “влада нека се само толико у економска занимања народа меша колико тек да препреке само уклања, које радиности на путу стоје и које појединци уклонити не би могли; иначе нека неограничену слободу у радиности, особито у страној трговини, дозволи”. “Конкуренција је тако корисна за кућење свако да би се свака економна тежња осујетила кад не би под упливом конкуренције стајала”, каже Цукић.
Иако је Цукићева основна намера да укаже на начине како се може повећати благостање народа, он своја разматрања заснива на чврстој економској теорији. То свакако није данас преовлађујућа неокласична теорија, али је Цукић познавао њене бројне елементе, па чак био напреднији у неким погледима од многих савременика, заступника класичне традиције. Цукић је имао срећу да буде студент професора Рауа и да научи и касније заступа идеје које и данас доминирају економском науком. Мање среће имали су они наши економисти који су пригрлили теорије својих професора присталица немачке историјске школе (као Михаило Вујић), а које данас у понечему изгледају наивно и погрешно.

## Цукићев утицај
Цукићев утицај на српску публику био је велики. Многе генерације студената Лицеја и Велике школе биле су, непосредно или посредно, Цукићеви ученици било као слушаоци његових предавања, било као читаоци његовог уџбеника.
Коста Цукић је увео озбиљну економску науку у Србију, што је његов основни допринос. Српска економска наука, тако, није морала да пребољева дечје болести постепеног увођења ваљаних идеја, уз бројне погрешне, већ је одмах постављена на солидан темељ Цукићевим радом.
Књига Државна економија је Србима из средине 19. века морала деловати готово као камен мудрости, јер је својом комплексношћу и аргументацијом надилазила способност разумевања ондашњих образованих читалаца. Ова књига није била обичан лексикон чињеница, већ интелектуално захтевно дело које је од читаоца тражило уздизање на западноевропске висине, што је мало коме у тадашњој Србији полазило за руком. Стога је Цукић стекао велику славу и био сматран за једног од најобразованијих Срба свога времена.
Коста Цукић је готово две деценије био најбољи економиста у Србији. Од краја 1840-их до пред крај 1860. тих година његов ауторитет био је непревазиђен. Тек је Чедомиљ Мијатовић постепено преузео место водећег српског економисте. Као министар финансија и просвете био је градитељ и покретач модернизације Србије.